# Ophiorrhiza wollastonii
Ophiorrhiza wollastonii är en måreväxtart som beskrevs av Herbert Fuller Wernham. Ophiorrhiza wollastonii ingår i släktet Ophiorrhiza och familjen måreväxter. Inga underarter finns listade i Catalogue of Life.